# Kishōtenketsu
Kishōtenketsu (起承転結), forme kyūjitai : 起承轉結, est un terme japonais venant de la Chine ancienne. Il se réfère au poème chinois appelé en japonais, kishōtengō (起承転合) (chinois simplifié : 起承转合 ; chinois traditionnel : 起承轉合 ; pinyin : qǐ chéng zhuǎn hé).
Il décrit une structure de récit. Son nom est composé des caractères chinois suivants :
- Ki (起, lever?), la première case est la base de l'histoire, elle plante le décor.
- Shō (承, soutenir?), la deuxième case découle de la première et développe l'histoire.
- Ten (転/轉, changer/tourner/révolution?), la troisième case est le point culminant, c'est dans celle-ci qu'un événement imprévu se produit.
- Ketsu (結, terminer?), la quatrième case est la conclusion, prenant en compte le bouleversement de la troisième case.

Cette structure est notamment utilisée dans les yonkoma manga, des structures de bandes dessinées en quatre images dans les mangas japonais.